# Liste des commanderies templières en Normandie
Cette liste recense les commanderies et maisons de l'Ordre du Temple qui ont existé en Normandie.

## Faits marquants et Histoire
Geoffroy de Charnay, fut le compagnon d'infortune du maître de l'ordre Jacques de Molay. Tous deux furent condamnés à être brûlés vifs sur le bûcher de l'île de la Cité à Paris, le 18 mars 1314. Geoffroy de Charnay était précepteur en Normandie pour l'Ordre du Temple.

## Commanderies
| Localisation des commanderies principales (chef-lieu de Baillie) en Normandie |
| --- |
| \| Bretagne Centre Pays de la Loire IDF Picardie Baugy Bretteville Caen Courval Falaise Fresneaux -Louvagny -Louvigny Valcanville Voismer Bourgoult Chanu Fontaine-la-Cado St-Étienne Ste-Vaubourg Villedieu \| |
| Bretagne Centre Pays de la Loire IDF Picardie Baugy Bretteville Caen Courval Falaise Fresneaux -Louvagny -Louvigny Valcanville Voismer Bourgoult Chanu Fontaine-la-Cado St-Étienne Ste-Vaubourg Villedieu       |

Sept siècles après la fin de l'Ordre du Temple, nombre de toponymes français contiennent encore les termes "temple" ou "templiers"; ceci fait souvent référence aux multiples possessions foncières et immobilières qui appartenaient à l'ordre : forêts, fermes, moulins, chapelles, hospices... Mais la confusion existe également très fréquemment avec les possessions des hospitaliers à qui furent attribués les biens des templiers, après la suppression de l'ordre en 1312.
Quant aux nombreuses "maisons des Templiers", un certain nombre de textes les assimilent aux commanderies alors que d'autres les considèrent comme les annexes aux commanderies (maison d'accueil ou comptoir commercial)[réf. nécessaire].

### Possessions dans le Calvados
| Possessions templières dans le Calvados                                                            |
| -------------------------------------------------------------------------------------------------- |
| Commanderie autre possession \| Bayeux Baugy Bretteville Caen Courval Falaise -Louvagny Voismer \| |
| Bayeux Baugy Bretteville Caen Courval Falaise -Louvagny Voismer                                    |

 : Édifice classé au titre des Monuments historiques.
| Commanderie ou Maison du Temple | Ville actuelle (ou à proximité)                      | Observations | Protection         |
| ------------------------------- | ---------------------------------------------------- | --- | ------------------ |
| Maison du Temple de Bayeux      | Bayeux                                               | maison du temple dépendance de la commanderie de Baugy                                                                                            |                    |
| Commanderie templière de Baugy  | Planquery                                            | Commanderie fondée en 1148, dont il subsiste la chapelle Notre-Dame-du-Temple,                                                                    | Inscrit MH ( 1995) |
| Commanderie de Bretteville      | Bretteville-le-Rabet                                 | dépendance du bailliage de Caen, | IGPC               |
| Commanderie de Caen             | Caen                                                 | Maison dite des Templiers de Caen, référencée comme baillie dans l'Inventaire des biens et des hommes des maisons templières du bailliage de Caen |                    |
| Commanderie de Courval          | Vassy                                                | dépendance du bailliage de Caen, | Classé MH ( 1994)  |
| Commanderie de Falaise          | Falaise                                              | Commanderie fondée en 1190 | IGPC               |
| Commanderie de Louvagny         | Louvagny, Louvigny (Calvados) ou Louvigny (Sarthe) ? | À vérifier, |                    |
| Commanderie de Voismer          | Fontaine-le-Pin                                      | dépendance du bailliage de Caen fondée en 1148,                                                                                                   | Inscrit MH ( 1987) |

### Possessions dans l'Eure
| Possessions templières dans l'Eure |
| --- |
| : Commanderie · : Autre possession \| Île-de-France Centre Beaulieu Brettemare Épreville Louviers Bois-Hibou Bourgoult Chanu Fontaine-la-Cado St-Étienne-de-Renneville \| |
| Île-de-France Centre Beaulieu Brettemare Épreville Louviers Bois-Hibou Bourgoult Chanu Fontaine-la-Cado St-Étienne-de-Renneville                                          |

 : Édifice classé au titre des Monuments historiques.
| Commanderie ou Maison du Temple            | Ville actuelle (ou à proximité) | Observations | Protection         |
| ------------------------------------------ | ------------------------------- | --- | ------------------ |
| Maison du Temple de Beaulieu               | Claville                        | Maison du Temple et chapelle Sainte-Suzanne, dépendances de Saint-Étienne-de-Renneville                                                                             |                    |
| Maison du Temple de Bois-Hibou             | Saint-Vincent-des-Bois          | dépendance de la Commanderie de Bourgoult |                    |
| Commanderie de Bourgoult                   | Harquency                       | Commanderie fondée vers 1220, | IGPC               |
| Maison du Temple de Brettemare             | Sacquenville                    | Maison dépendant de Saint-Étienne-de-Renneville, |                    |
| Maison du Temple de Chanu                  | Villiers-en-Désœuvre            | , Dite aussi domus de Themis, maison dépendante de la baillie du Temple de Prunay (Yvelines), ne devient une commanderie principale qu'à l'époque des Hospitaliers. | Classé MH ( 1992)  |
| Commanderie d'Épreville                    | Épreville-près-le-Neubourg      | commanderie fondée en 1140, dépendante de la commanderie de Saint-Étienne-de-Renneville                                                                             |                    |
| Commanderie de Fontaine-la-Cado            | Fontaine-Heudebourg             | XIIe siècle - détruite | IGPC,              |
| Maison du Temple de Louviers               | Louviers                        | Dépendance de la Commanderie de Saint-Étienne-de-Renneville | IGPC               |
| Commanderie de Saint-Étienne-de-Renneville | Sainte-Colombe-la-Commanderie   | Commanderie parfois considérée comme la plus riche et la plus considérable de Normandie,                                                                            | Inscrit MH ( 1990) |

### Possessions dans la Manche
| Possession templières dans la Manche                                                 |
| ------------------------------------------------------------------------------------ |
| Commanderie autre possession \| Aubigny Cambernon Lithaire Valcanville Bricquebec \| |
| Aubigny Cambernon Lithaire Valcanville Bricquebec                                    |

 : Édifice classé au titre des Monuments historiques.
| Commanderie ou Maison du Temple | Ville actuelle (ou à proximité) | Observations | Protection |
| ------------------------------- | ------------------------------- | --- | ---------- |
| Commanderie de Valcanville      | Valcanville                     | lieu-dit "l'Hôpital" ,, à seulement 6 km du port de Barfleur, à partir duquel la Flotte de l'Ordre du Temple commerçait avec l'Angleterre |            |
| fief de Canteloup               | Canteloup                       | fief templier relevant de la Commanderie de Valcanville                                                                                   |            |
| Maison du Temple d'Aubigny      | Saint-Martin-d'Aubigny          | [ 39 ] |            |
| Maison du Temple de Cambernon   | Cambernon                       | possession templière à confirmer |            |
| Maison du Temple de Lithaire    | Lithaire                        | possession templière à confirmer |            |
| Commanderie de Bricquebec       | Bricquebec                      | commanderie templière à confirmer |            |

### Possessions dans l'Orne
| Possessions templières dans l'Orne                                     |
| ---------------------------------------------------------------------- |
| Commanderie autre possession \| Centre Coulonges Fresneaux Louvigny \| |
| Centre Coulonges Fresneaux Louvigny                                    |

 : Édifice classé au titre des Monuments historiques.
| Commanderie ou Maison du Temple | Ville actuelle (ou à proximité) | Observations | Protection |
| ------------------------------- | ------------------------------- | ------------ | ---------- |
| Commanderie de Fresneaux        | Aunou-sur-Orne                  | [ 43 ]       |            |
| Commanderie de Louvigny         | Ferrières-la-Verrerie           | ,            |            |

- Des terres à Coulonges-les-Sablons [45].

### Possessions en Seine-Maritime
| Possession templières en Seine-Maritime                   |
| --------------------------------------------------------- |
| Commanderie autre possession \| Ste-Vaubourg Villedieu \| |
| Ste-Vaubourg Villedieu                                    |

 : Édifice classé au titre des Monuments historiques.
| Commanderie ou Maison du Temple      | Ville actuelle (ou à proximité) | Observations | Protection         |
| ------------------------------------ | ------------------------------- | ------------ | ------------------ |
| Commanderie de Sainte-Vaubourg       | Val-de-la-Haye (Seine Maritime) | ,            | Inscrit MH ( 1972) |
| Commanderie de Villedieu-la-Montagne | Haucourt (Seine Maritime)       | [ 51 ]       | Inscrit MH ( 1994) |